# Норт-Странд
Норт-Странд (англ. North Strand; ирл. An Trá Thuaidh) — городской район Дублина в Ирландии, находится в административном графстве Дублин (провинция Ленстер).